# Государство, религия, церковь в России и за рубежом
«Государство, религия, Церковь в России и за рубежом» — российский ежеквартальный научный журнал, посвящённый междисциплинарному изучению религии; входит в Перечень ведущих рецензируемых научных изданий ВАК России. Журнал включён в международные базы научного индексирования — Scopus, EBSCO Information Services, Ulrichsweb, East View Information Services.
Учредитель – Российская академия народного хозяйства и государственной службы при Президенте РФ. Издаётся с 1968 года в качестве информационно-аналитического бюллетеня, в 2009—2011 — как журнал, с 2012 года — в новом формате с новой редакцией.
Журнал имеет широкий религиоведческий профиль, однако особый акцент делается на освещении современных религиозных и религиозно-общественных процессов, а также их осмыслении в различных религиоведческих дисциплинах, в социологии, философии, антропологии, культурологии. В каждом выпуске журнала имеется специальный тематический блок. Значительное место уделяется переводам работ зарубежных авторов и рецензиям новейших публикаций, в которых отражено современное состояние профильных научных исследований.

## Редакция (с 2012 года)
Дмитрий Узланер, кандидат философских наук, доцент Российской академии народного хозяйства и государственной службы при Президенте РФ, главный редактор

Александр Агаджанян, доктор исторических наук, профессор Центра изучения религий Российского государственного гуманитарного университета

Александр Кырлежев, научный сотрудник Синодальной библейско-богословской комиссии Русской православной церкви

## Редакционная коллегия (с 2012 года)
Апполонов А. В., кандидат философских наук, старший научный сотрудник кафедры философии религии и религиоведения МГУ им. Ломоносова

Беглов А. Л., кандидат исторических наук, старший научный сотрудник Центра истории религии и Церкви Института всеобщей истории РАН

Бобровников В. О., доктор исторических наук; зав. сектором Кавказа Отдела Центральной Азии и Кавказа ИВИ РАН

Васильева О. Ю., доктор исторических наук, профессор кафедры государственно-конфессиональных отношений РАНХиГС

Вдовина Г. В., доктор философских наук, ведущий научный сотрудник Института философии РАН

Верховский А. М., директор Информационно-аналитического центра СОВА

Гараджа В. И., доктор философских наук; профессор социологического факультета МГУ, действительный член РАО.

Давыдов И. П., кандидат философских наук, доцент кафедры религиоведения и философии религии философского факультета МГУ имени М. В. Ломоносова

Лопаткин Р. А., кандидат социологических наук, почетный председатель секции социологии религии Российского общества социологов

Лункин Р. Н., кандидат философских наук; Директор Института религии и права, ведущий научный сотрудник Института Европы РАН

Малявин В. В., доктор исторических наук; профессор Института изучения Европы Тамканского университета (Тайвань)

Павлов А. В., кандидат юридических наук; доцент философского факультета Высшей школы экономики (Москва)

Панченко А. А., доктор филологических наук, заведующий Центром теоретико-литературных и междисциплинарных исследований, Институт русской литературы (Пушкинский Дом), СПб

Рашковский Е. Б., доктор исторических наук; заведующий Отделом религиозной литературы ВГБИЛ, в.н.с. Института мировой экономики и международных отношений РАН

Светлов Р. В., доктор философских наук, декан факультета философии, богословия и религиоведения Русской христианской гуманитарной академии (СПб), директор издательства РХГА

Смирнов М. Ю., доктор социологических наук, кандидат философских наук, доцент философского факультета Санкт-Петербургского государственного университета.

Токарева Е. С., доктор исторических наук; руководитель Центра истории религии и Церкви Института всеобщей истории РАН

Шабуров Н. В., кандидат культурологи, директор Центра изучения религий РГГУ

Шахнович М. М., доктор философских наук, заведующая кафедрой философии религии и религиоведения, СПбГУ

Юдин А. В., кандидат исторических наук, доцент Центра изучения религий РГГУ
Бывшие члены:
- Синелина Ю. Ю., доктор социологических наук, старший научный сотрудник, руководитель Сектора социологии религии Института социально-политических исследований РАН (скончалась в 2013)

## Международный совет (c 2012 года)
Адриан Пабст, профессор политологии Кентского университета (Великобритания), научный сотрудник Люксембургского института европейских и международных исследований

Александр Филоненко, кандидат философских наук, доцент философского факультета Харьковского национального университета имени В. Н. Каразина, Харьков, Украина

Василиос Макридес, профессор кафедры изучения религии в Университете Эрфурта, Германия

Виктор Еленский, доктор философских наук, ведущий научный сотрудник Института философии Украинской АН, Киев

Грейс Дэви, профессор социологии Университета Эксетера, Великобритания

Джонатан Саттон, доцент Университета Лидса, Великобритания

Дэвид Мартин, заслуженный профессор социологии в Лондонской школе экономики, почетный профессор социологии религии в Университете Ланкастера, Великобритания

Дэвид Чидестер, профессор отделения сравнительного религиоведения Университета Кейптауна, ЮАР

Евгения Федякова, профессор Института углубленных исследований Университета Сантьяго де Чили, Чили

Жан-Поль Виллэм, ведущий сотрудник Секции исследований религии Практической школы высших исследований, Париж, Франция

Кати Русселе, директор исследовательских программ Национального фонд политических наук, Париж, Франция

Кристина Штекль, профессор факультета политических наук Венского университета, Австрия

Массимо Розати, директор Центра по изучению документации религиозных и политических институтов в постсекулярном обществе при Университете Тор Вергата, Рим, Италия

Мирко Благоевич, ведущий научный сотрудник в Институте философии при Белградском университете, Сербия, приглашенный профессор в университете Никшича, Черногория

Михаил Эпштейн, заслуженный профессор теории культуры и русской литературы университета Эмори, Атланта, США, член российского Пен-клуба и Академии российской современной словесности

Питер Бергер, профессор социологии и религиоведения Бостонского университета, директор Института изучения экономической культуры, США

Раджив Бхаргава, профессор политической теории и индийской политической мысли, Директор Центра изучения развивающихся обществ, Дели, Индия

Рональд Инглхарт, директор Центра политических исследований при Институте социальных исследований Университета штата Мичиган, США, координатор международного исследовательского проекта «Всемирные обзоры ценностей» (World Values Surveys)

Томас Бремер, профессор Института экуменических исследований и глобальных процессов в Университете Мюнстера, Германия

Эверт ван дер Зверде, профессор отделения социальной и политической философии факультета философии, теологии и изучения религии Университета Неймегена, Голландия

## Редакционная коллегия (до 2012)
- Егоров В. К., доктор философских наук, профессор, заслуженный деятель науки Российской Федерации, ректор РАГС при Президенте РФ — председатель;
- Васильева О. Ю., доктор исторических наук, профессор — главный редактор -—заместитель председателя;
- Кравчук В. В., кандидат философских наук, доцент — заместитель главного редактора — ответственный секретарь Редакции;
- Шмидт В. В., доктор философских наук — заместитель главного редактора — секретарь-координатор Советов Редакции;
- Барциц И. Н., доктор юридических наук, профессор — проректор по научной работе РАГС;
- Бойков В. Э., доктор философских наук, профессор — главный редактор журнала «Социология власти»;
- Шевченко А. В., доктор политических наук, профессор — главный редактор журнала «Государственная служба».

### Наблюдательно-координационный совет (до 2012 года)

#### Представители органов государственной власти
- от Администрации Президента Российской Федерации — референт Управления Президента Российской Федерации по внутренней политике, ответственный секретарь Совета по взаимодействию с религиозными объединениями при Президенте Российской Федерации Кудрявцев А. И., кандидат исторических наук;
- от Управления делами Президента Российской Федерации — советник Управляющего делами Президента Российской Федерации Хреков В. А.;
- от аппарата Полномочного представителя Президента Российской Федерации в Приволжском федеральном округе — советник департамента по внутренней политике Симонов И. В., кандидат философских наук;
- от аппарата Полномочного представителя Президента Российской Федерации в Приволжском федеральном округе — главный советник департамента по связям с общественными организациями Михайлов В. Е.;
- от аппарата Полномочного представителя Президента Российской Федерации в Южном федеральном округе — заместитель начальника департамента по внутренней политике Филиппов М. Ю.;
- от аппарата Полномочного представителя Президента Российской Федерации в Центральном федеральном округе — начальник департамента во взаимодействию с политическими партиями, общественными и иными организациями Белогубова М. Н., доктор социологических наук;
- от Совета Федерации Федерального Собрания Российской Федерации — помощник заместителя Председателя Совета Федерации Бабинцев В. А., государственный советник Российской Федерации 2 кл.; кандидат философских наук, доцент;
- от Государственной Думы Федерального Собрания Российской Федерации — председатель Комитета по делам общественных объединений и религиозных организаций Попов С. А., кандидат политических наук;
- от Конституционного Суда Российской Федерации — советник Конституционного Суда Кряжков В. А., докторр юридических наук;
- от Министерства иностранных дел Российской Федерации — директор Департамента по связям с субъектами Федерации, парламентом и общественными объединениями Кеняйкин В. Ф.;
- от Федеральной службы по надзору за соблюдением законодательства в области охраны культурного наследия Министерства культуры России — заместитель начальника Управления по сохранению культурных ценностей Голованец Ю. А., кандидат культурологи;
- от Министерства обороны Российской Федерации — начальник отдела по работе с общественными и религиозными объединениями Управления патриотического воспитания и связи с общественностью Главного управления воспитательной работы Вооруженных Сил Российской Федерации Сергиенко И. П.;
- от Министерства образования и науки Российской Федерации — начальник отдела особых форм и видов образования Департамента государственной политики в образовании Петрова Т. Э., доктор социологических наук, профессор;
- от Федеральной службы по надзору в сфере образования и науки — заместитель начальника Управления лицензирования, аккредитации и надзора в образовании Калабин С. М.;
- от Министерства связи и массовых коммуникаций Российской Федерации — заместитель директора Департамента информации и общественных связей Заботкин Г. А., действительный государственный советник Российской Федерации 3 кл., заслуженный работник культуры Российской Федерации;
- от Министерства спорта, туризма и молодёжной политики Российской Федерации — заместитель начальника отдела государственных программ и общественных инициатив Департамента молодежной политики и международного сотрудничества Попов П. В.
- от Министерства транспорта Российской Федерации — заместитель директора Административного департамента Крастынь С. Р.;
- от Министерства юстиции Российской Федерации — заместитель начальника отдела по делам религиозных организаций Департамента по делам некоммерческих организаций Шматько В. Б.;
- от Федеральной миграционной службы — заместитель директора ФМС России Егорова Е. Ю.;
- от Федеральной службы охраны Российской Федерации — научный консультант Информационно-аналитического центра ФСО России Буренков М. А., кандидат психологических наук;
- от Федеральной таможенной службы Российской Федерации — главный государственный таможенный инспектор УСО ФТС России Прошин А. Э.;
- от Счётной палаты Российской Федерации — помощник Председателя Счетной палаты Российской Федерации Грачёв Ю. А., заместитель Председателя Императорского Православного Палестинского Общества;
- от Правительства Москвы — председатель Комитета по связям с религиозными организациями города Москвы Меркулов Н. В.

#### Представители религиозных объединений
- от Белорусского Экзархата Русской Православной Церкви — старший помощник инспектора Минских Духовных школ диакон Павел Бубнов, канд. богословия;
- от Российского Еврейского Конгресса — вице-президент НО БФ «Российский Еврейский Конгресс» Сатановский Е. Я.;